# آیفون ۶اس
آیفون ۶اس و آیفون ۶اس پلاس تلفن‌های هوشمندی هستند که توسط اپل ساخته و به بازار ارائه شدند. این دو دستگاه از خانواده آیفون به حساب می‌آیند که به تاریخ ۹ سپتامبر ۲۰۱۵ معرفی شدند. آیفون ۶اس و ۶اس پلاس ارتقا یافته آیفون ۶ و آیفون ۶ پلاس هستند. از قابلیت‌های نوین آن‌ها می‌توان به لمس سه بعدی (3D Touch) و لمس نیرو (Force Touch) نام برد.

## ویژگی‌ها
سخت‌افزار آیفون ۶اس تقریباً مشابه آیفون ۶ است. این گوشی از نظر ابعاد و وزن، بزرگ‌تر و سنگین‌تر از نسل قبل است؛ اما در مقابل، با آیفون جدید می‌توانید تصاویری با کیفیت بالاتر ثبت کنید، از پردازندهٔ سریع‌تر برای بازی استفاده کنید و حتی با سرعت بیشتری به اینترنت متصل شوید. البته در کنار این قابلیت‌های مثال‌زدنی، رنگ رزگلد هم در کنار رنگ‌های قبلی خاکستری، طلایی و نقره‌ای به رنگ‌های این گوشی افزوده شده‌است. فناوری لمس سه بعدی به کار رفته در آیفون ۶اس بر اساس اینکه کاربر چه میزان نیرو برای لمس صفحه نمایش به کار می‌برد، واکنش نشان می‌دهد. لمس سه بعدی مشابه فورس تاچ است با این تفاوت که دقت فوق‌العاده بالایی دارد. استفاده از آلومینیوم سری ۷۰۰۰ باعث شده تا آیفون ۶اس در مقایسه با نسل قبلی‌اش بسیار مقاوم‌تر شود. دراین سری، برای مقاوم‌سازی آلومینیوم از زینک استفاده شده و برخلاف بسیاری از دیدگاه‌ها این آلومینیوم از نظر وزنی با سری ۶۰۰۰ تفاوت چندانی ندارد. آیفون جدید ۷٫۱ میلی‌متر ضخامت و وزنی نزدیک به ۱۴۳ گرم دارد. در آیفون جدید رنگ رزگلد هم در کنار رنگ‌های قبلی طلایی، نقره‌ای و خاکستری در دسترس کاربران قرار گرفته‌است. امکان بروزرسانی  iOS 15 نیز برای این تلفن هوشمند وجود دارد.
طول عمر باتری
خاموش شدن‌های ناگهانی
مشکلات تاچ سه‌بعدی
داغ شدن بیش از حد
دکمه هوم بیش از حد داغ